# Lauragais

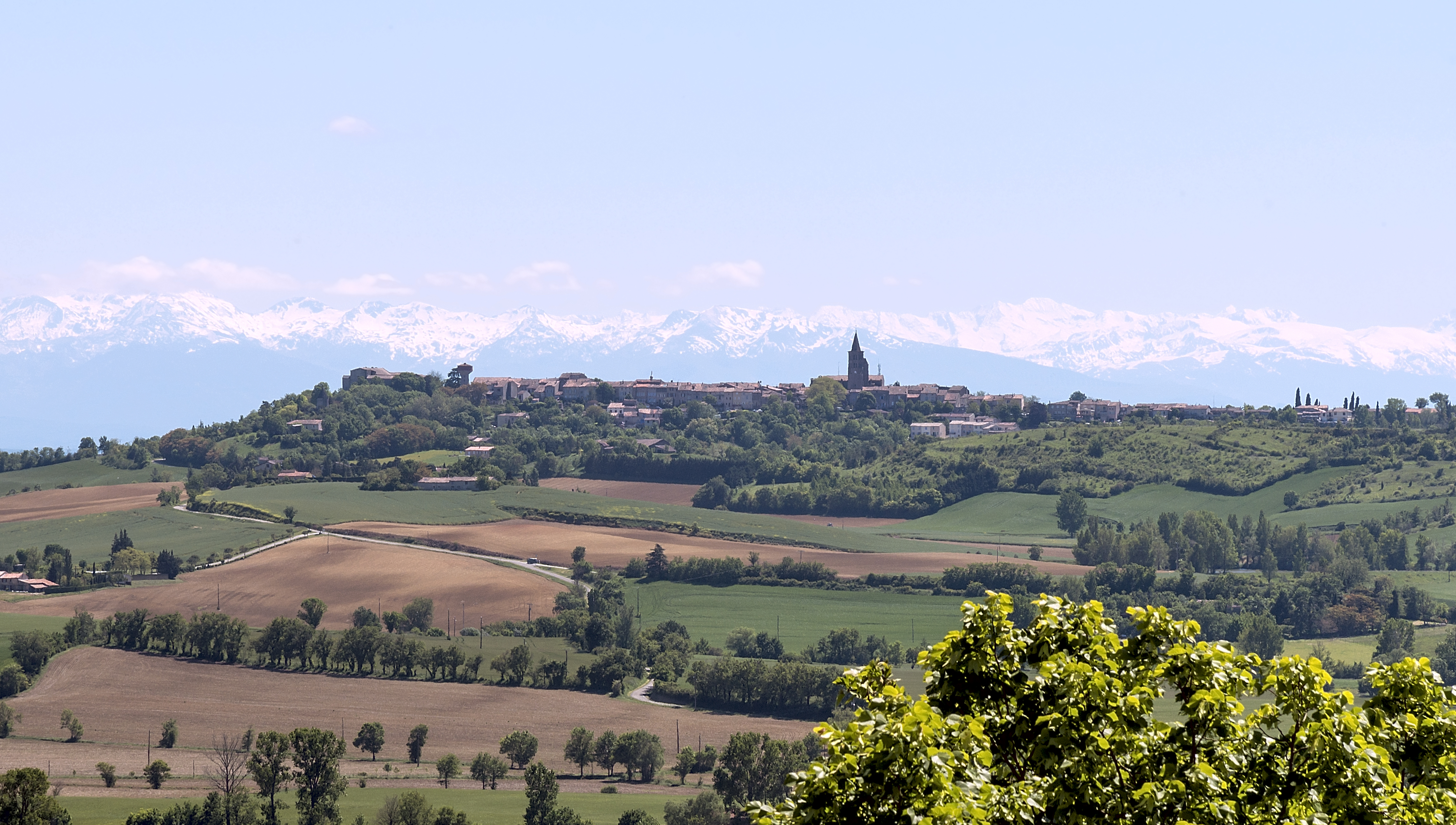
Saint-Félix-Lauragais vor der etwa 60 Kilometer südwestlich gelegenen Kulisse der Pyrenäen

Das Lauragais oder Lauraguais (okzitanisch: Lauragués) ist die Bezeichnung einer Landschaft im Südwesten Frankreichs, südöstlich von Toulouse. Die Gegend ist in Frankreich auch unter dem Begriff Pays de Cocagne („Schlaraffenland“) bekannt. Geographisches Zentrum und Hauptort des Lauragais ist die Stadt Castelnaudary.

## Geographie

### Lage
Das Lauragais erstreckt sich über ein Gebiet von etwa 2400 Quadratkilometern zwischen den Vororten von Toulouse und Fanjeaux westlich von Carcassonne entlang der früheren Via Aquitania, dem Canal du Midi, der Autoroute A61 und der Route nationale 113, und besteht damit aus Teilen der Départements Ariège, Aude, Haute-Garonne und Tarn.

### Landschaft
Das Lauragais ist eine weite – von kleineren Bodenerhebungen durchsetzte – Ebene, die von den Gebirgszügen La Piège, Montagne Noire und Cabardès begrenzt wird. Im Westen endet das Lauragais an der Wasserscheide zwischen Mittelmeer und Atlantik an der Seuil de Naurouze. Das Landschaftsprofil ist überwiegend leicht gewellt mit maximalen Erhebungen von etwa 300 Metern ü. d. M.; nur im äußersten Norden, an der Grenze zur Montagne noire (vgl. Arfons), wird die Landschaft gebirgiger und erreicht Höhen von über 800 Metern ü. d. M.

### Flüsse
Größere Flüsse gibt es im Lauragais nicht. Die Landschaft ist jedoch durchsetzt von kleineren Kanälen (rigoles), die den Canal du Midi mit Wasser versorgen.

### Klima
Das Klima ist mediterran. Die sommerlichen Tageshöchsttemperaturen erreichen nicht selten 30 °C und mehr. Im Winter sind Schneefälle oder Nachtfröste große Ausnahmen.

## Geschichte
Der Name stammt von der Burg Laurac in der Nähe des gleichnamigen Ortes südöstlich von Castelnaudary. Erstmals 1070 erwähnt, wurde der Landstrich nach dem Albigenserkreuzzug (1209–1229) von Raimund VII., Graf von Toulouse, erworben und wurde – wie die übrige Grafschaft – 1271 in die Krondomäne (Domaine royal) integriert. Nachdem König Ludwig XI. das Lauragais 1477 zugunsten der Familie La Tour d’Auvergne zur Grafschaft erhoben hatte, kehrte es durch die Ehe der Gräfin Katharina von Medici mit dem späteren König Heinrich II. im Oktober 1533 in die Domaine royal zurück. Die Königin erreichte 1553 die Schaffung einer Sénéchaussée durch Abspaltung von Toulouse, wodurch Castelnaudary der Sitz einer Regionalverwaltung wurde.
In der Zeit von ca. 1450 bis 1550 war das Lauragais neben Thüringen eines der beiden Hauptanbaugebiete des Pastel (isatis tinctoria) in Europa und hat in dieser Zeit Toulouse, wo die Pastel-Großhändler ihren Sitz hatten, die das Pastel über Bordeaux in viele Länder exportierten, zu unermesslichem Reichtum verholfen. Ab 1550 wurde das Pastel allmählich durch die aus Asien eingeführten Pflanzen der Gattung indigofera, insbesondere durch das indigofera tinctoria, verdrängt, da diese einen wesentlich größeren Gehalt an dem Farbstoff Indigo besitzen. Dies führte zum zeitweiligen wirtschaftlichen Niedergang von Toulouse, vor allem im 17. Jahrhundert.
Das Territorium des Lauragais ist durch die Wahlen zu den Generalständen von 1789 genau beschrieben. Die Verwaltungsreformen der Revolution teilten das Gebiet auf die zwei Arrondissements Castelnaudary und Villefranche-de-Lauragais auf, die später aufgelöst wurden.

## Wirtschaft
Die Böden im Lauragais sind fruchtbar und leicht zu bearbeiten, sodass in der Hauptsache Weizen angebaut wurde; vor etwa 100 bis 150 Jahren kam der Anbau von Mais hinzu und auch der Weinbau hat seinen Platz. Daneben wurde im Mittelalter und in der frühen Neuzeit großflächig Färberwaid (pastel) angebaut, mit dem man Stoffe blau färben konnte. Der Handel damit brachte der Gegend bis zum allmählichen Aufkommen der Indigopflanze in den amerikanischen Kolonien im 17. und 18. Jahrhundert ausgesprochenen Wohlstand – daher die Bezeichnung Pays de Cocagne.

## Sehenswürdigkeiten
Das Lauragais hat keine Sehenswürdigkeiten von herausragender Bedeutung, wenn man von dem – als UNESCO-Weltkulturerbe ausgezeichneten – Canal du Midi absieht. Interessant und voller Geschichte und Geschichten zur Albigenserbewegung sind jedoch die – meist auf natürlichen Erhebungen erbauten – Orte:

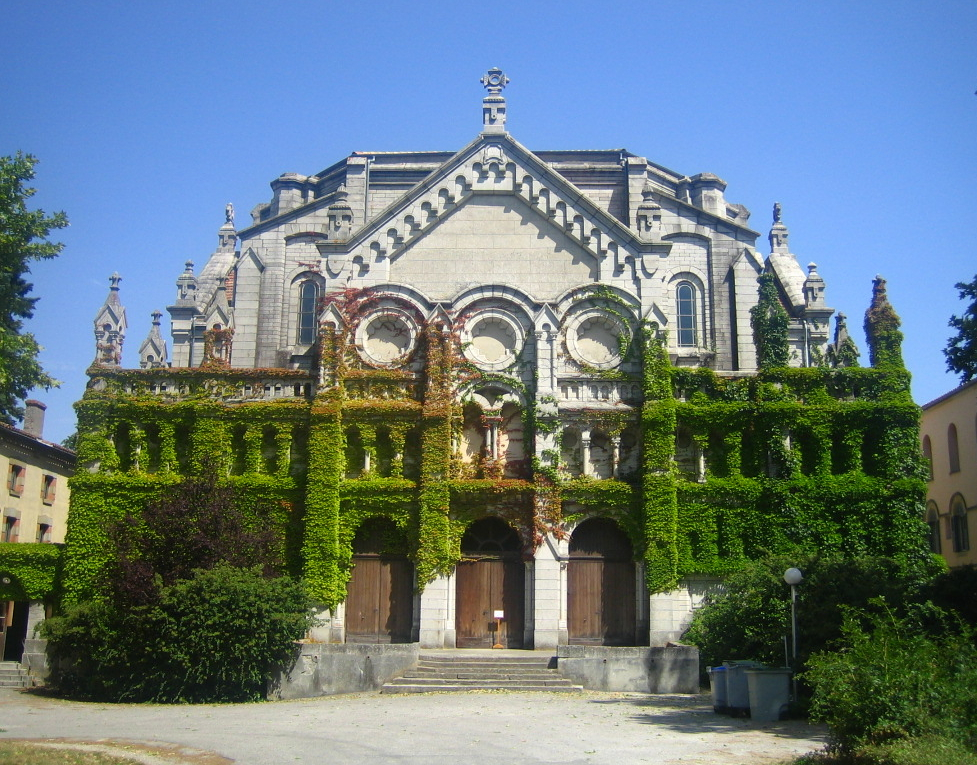
Dominikanerinnen-Kloster Prouille bei Fanjeaux

- Avignonet-Lauragais
- Bram (Aude)
- Castelnaudary
- Fanjeaux
- Laurac
- Montréal (Aude)
- Mas-Saintes-Puelles
- Saint-Félix-Lauragais
- Saint-Papoul
- Villasavary
- Villefranche-de-Lauragais